# Strina promontorii
Strina promontorii is een keversoort uit de familie ruighaarkevers (Dryopidae). De wetenschappelijke naam van de soort werd in 1892 gepubliceerd door Louis Albert Péringuey.